# Завод суперфосфату в Бернсайді

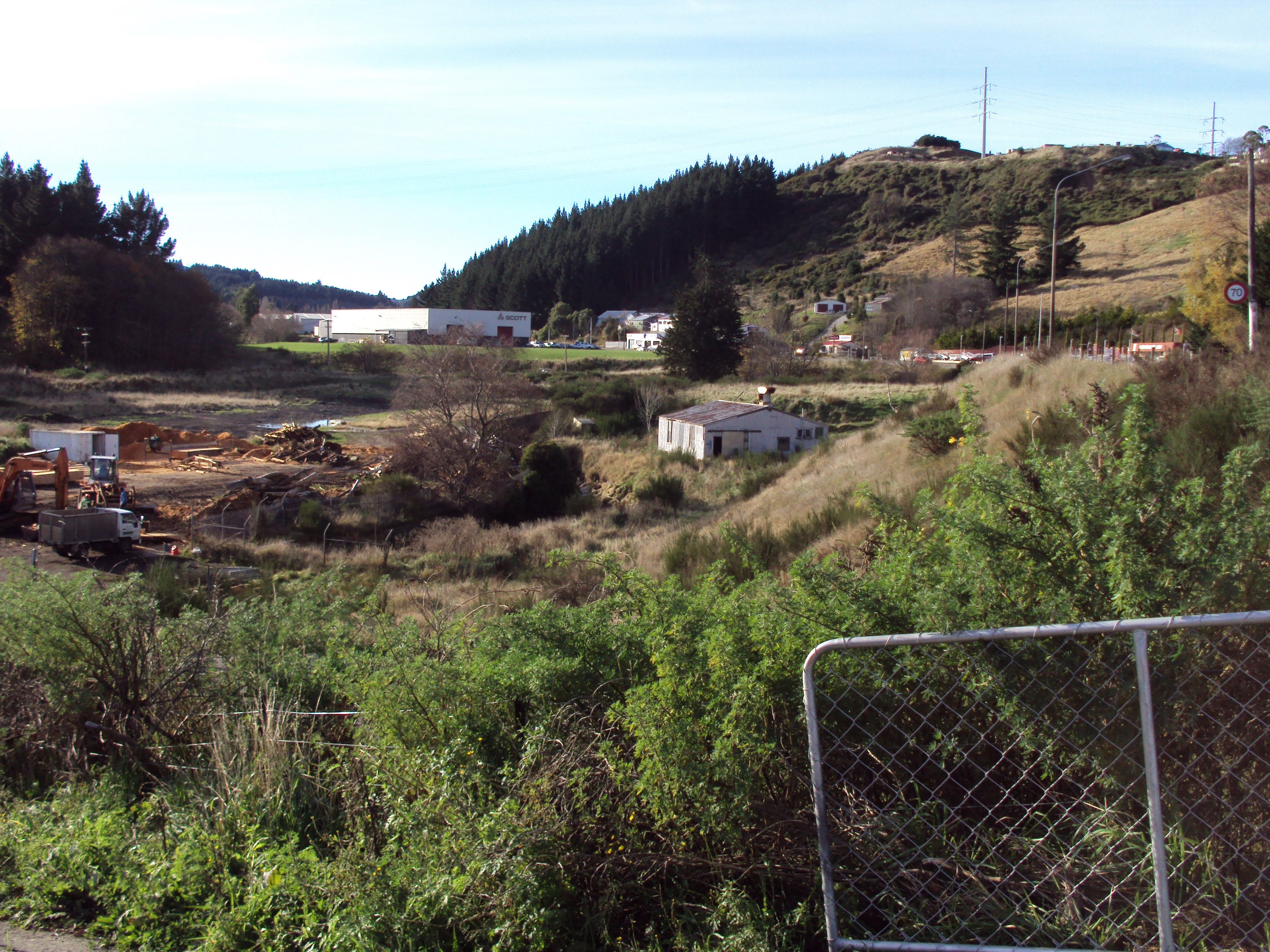
Майданчик колишнього заводу. Дещо правіше від центру видна єдина будівля, що збереглась)

Завод суперфосфату в Бернсайді — колишнє підприємство хімічної промисловості на Південному острові Нової Зеландії на околицях міста Данідін. Перший суперфосфатний завод в історії країни.
В 1881-му компанія Kempthorne Prosser запустила в Бернсайді невелике виробництво сульфатної кислоти, яке вже у 1882-му було доповнене продукуванням суперфосфату (останній отримують з фосфоритів шляхом розкладення сульфатною кислотою). 
Відомо, що завод у Бернсайді був головним споживачем фосфоритів з єдиної новозеландської копальні у Кларендоні, яка діяла в 1900-х — 1920-х роках.
На тлі зростання попиту майданчик кілька раз проходив через розширення, а на 1929 рік припала суттєва перебудова. Станом на кінець 1940-х потужність заводу становила 38 тисяч тонн, при цьому фактично в 1947/1948 фінансовому році було вироблено 34 тисячі тонн суперфосфату.
В 1962-му завод продали компанії Dominion Fertiliser.
У 1980-х промисловість добрив Нової Зеландії потрапила у серйозну кризу (зокрема, через припинення державних субсиді), що призвело до закриття цілого ряду виробничих майданчиків, серед яких був і завод у Бернсайді.